# شلنبرگ
شلنبرگ (به آلمانی: Schellenberg) شهری در منطقه اونترلند کشور لیختن‌اشتاین است که ۳٬۵ کیلومتر مربع مساحت دارد و جمعیت آن در سال ۲۰۰۵ میلادی ۹۷۴ نفر بوده‌است.